# Giuseppe Spatafora senior

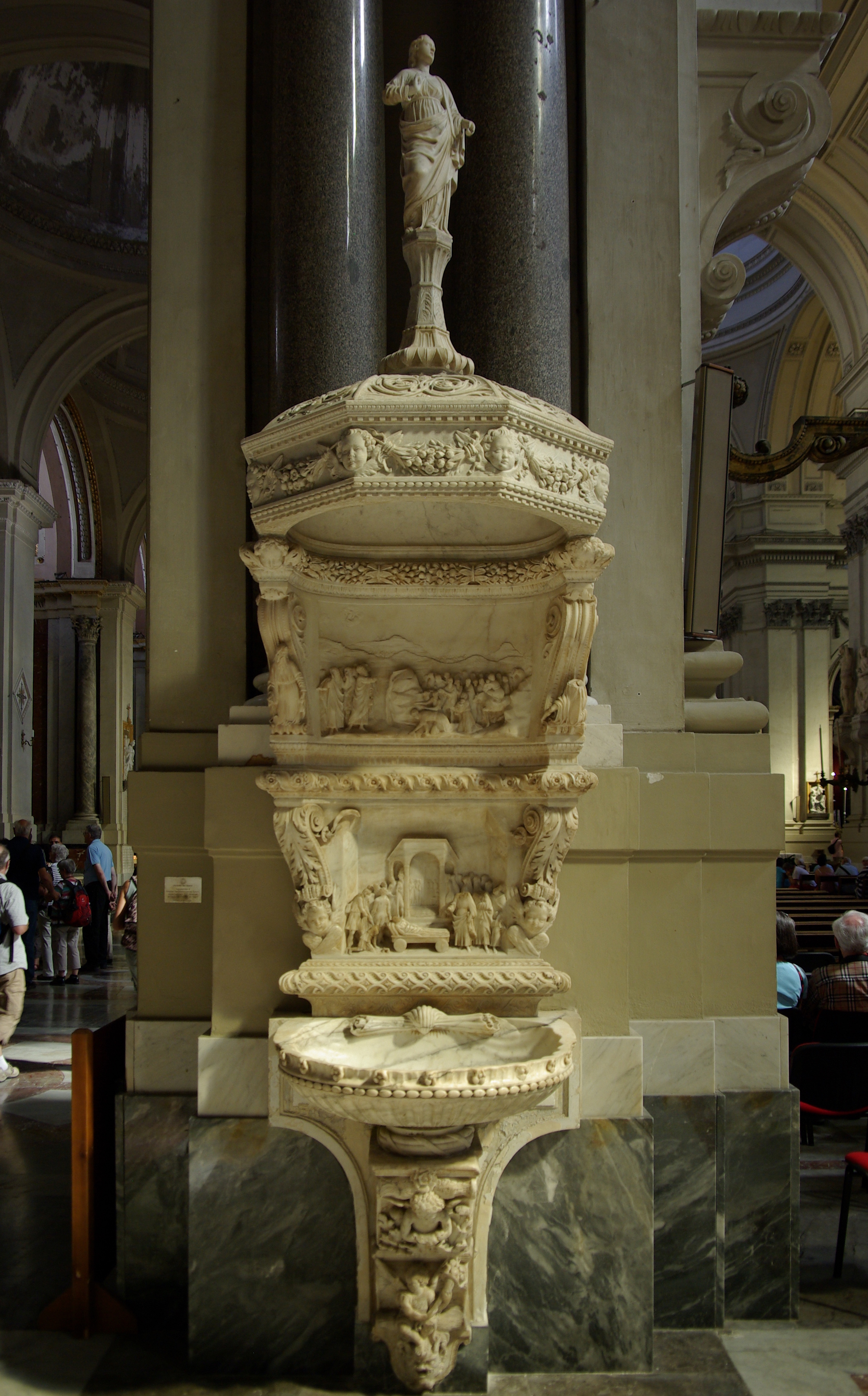
Acquasantiera, cattedrale di Palermo.

Giuseppe Spatafora senior (Termini Imerese forse, ... – ...; fl. XVI secolo) è stato uno scultore, architetto e probabilmente anche pittore italiano.

## Biografia
Secondo la tradizione riferita dal Baronio nacque a Termini Imerese. Andò dapprima a bottega presso i Gagini che lo iniziarono all'arte della scultura. Lo Spatafora nel 1567-1568 fu uno dei maestri di strada per i lavori di rettifica del Cassaro (oggi Corso Vittorio Emanuele), la principale arteria urbana palermitana, nel contesto del vasto processo di riqualificazione urbana (renovatio urbis) del XVI secolo. Questi lavori sono stati ampiamente decrittati da Aldo Casamento nel suo La rettifica della Strada del Cassaro a Palermo e comportarono, grazie alla delibera del 5 novembre 1548, la demolizione di alcuni caseggiati in modo da poter allargare ed abbellire l'importante arteria viaria. Alla rettifica, oltre lo Spatafora lavorarono gli architetti Domenico Cascione e Vincenzo Vernachi.
Nel 1564 lo Spatafora fu capomastro delle fabbriche della felice città di Palermo, cioè architetto civico. Secondo il Baronio sarebbe stato anche pittore e maestro di Giuseppe d'Alvino detto il Sozzo, affermazione in parte confermata dai documenti d'archivio reperiti dalla Guastella. Al testamento dello Spatafora è infatti presente come teste l'Alvino, a testimonianza dei rapporti di filiazione artistica. Antonino Spatafora, figlio di Giuseppe fu del resto anche lui architetto, pittore e forse scultore ed il nipote Giuseppe Spatafora junior fu pittore e decoratore (Contino & Mantia, 1998 e 2000).

## Opere
- 1553, Acquasantiera, monumentale manufatto marmoreo realizzato con la collaborazione di Antonino Ferraro, opera collocata nella terza campata lato sinistro della cattedrale metropolitana primaziale della Santa Vergine Maria Assunta di Palermo.